# السباحة في الألعاب البارالمبية الصيفية 2000

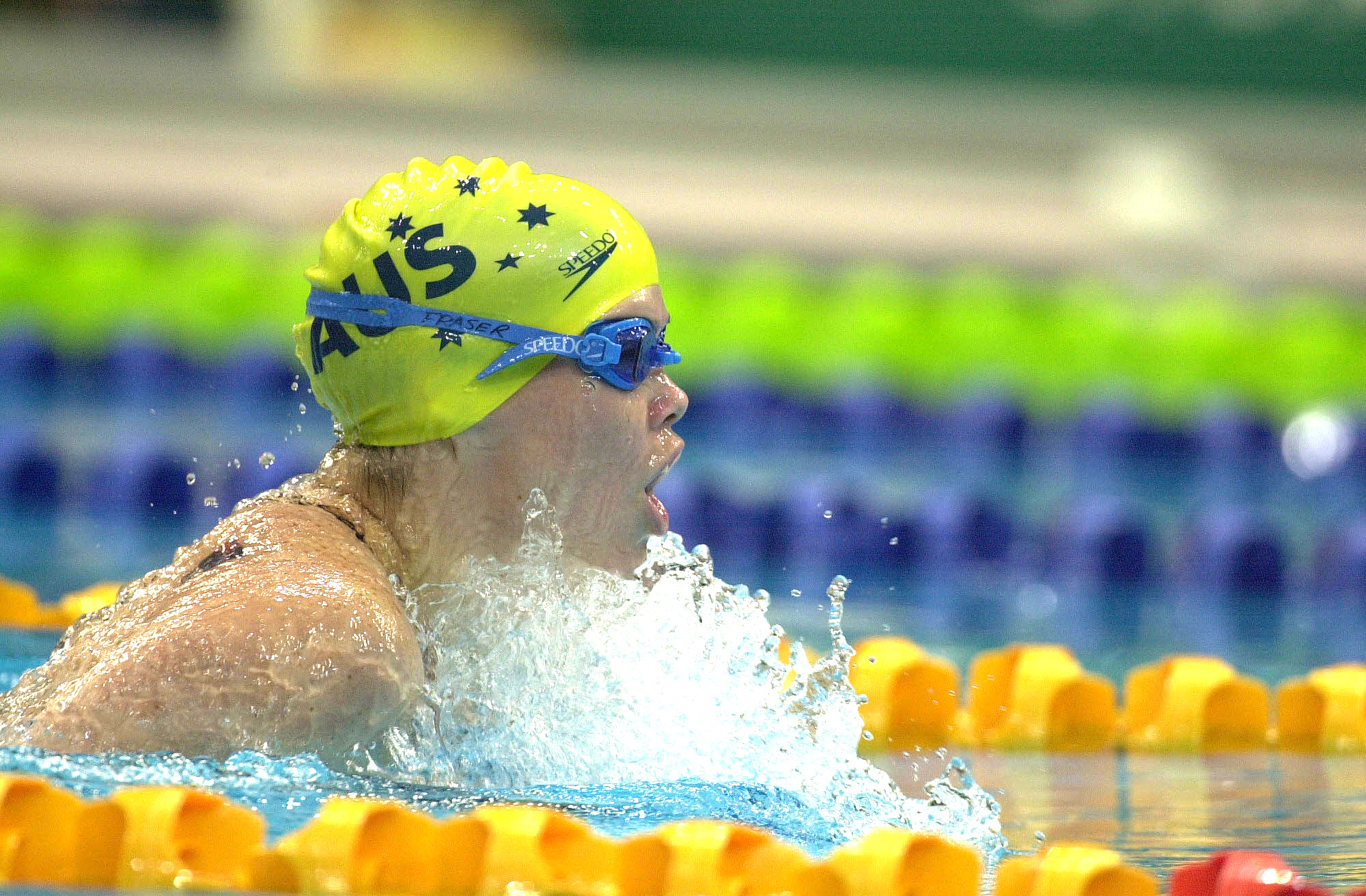
السباحة الأسترالية أماندا فريزر تتنافس في سباق S7 200IM في دورة الألعاب البارالمبية الصيفية لعام 2000.

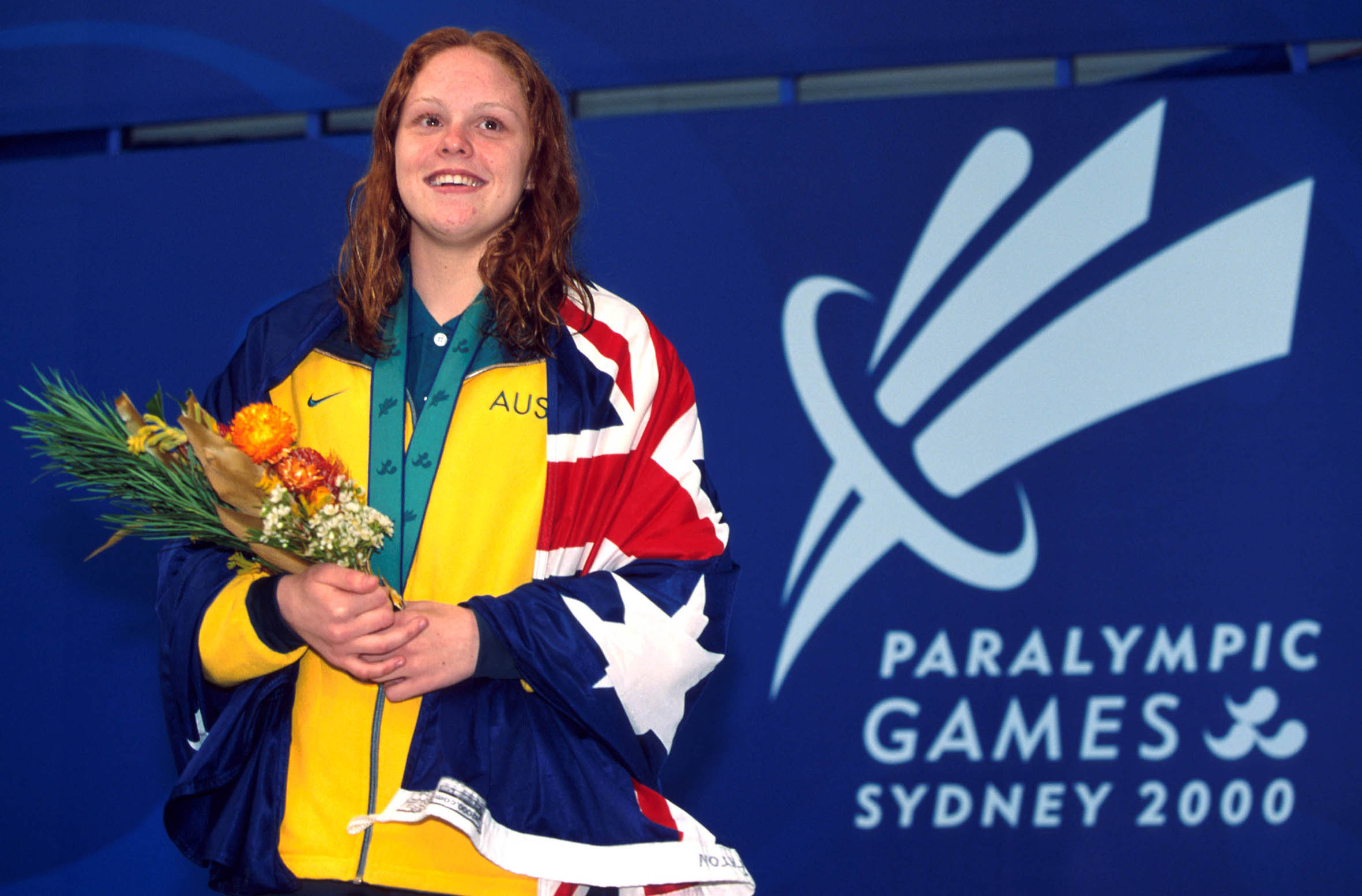
السبّاحة الأسترالية سيوبهان باتون على منصة التتويج بالميدالية الذهبية لفوزها بسباق 100 متر حرة S14 في دورة الألعاب البارالمبية الصيفية لعام 2000. فازت باتون بست ميداليات ذهبية في هذه الألعاب.

تضمنت السباحة في دورة الألعاب البارالمبية الصيفية لعام 2000 ما مجموعه 169 مسابقة، 91 منها للرجال و78 للسيدات. صُنِّف السباحون حسب درجة ونوع إعاقتهم.

## ملخص الميداليات

### جدول الميداليات
*   البلد المضيف (مضيف)
| المرتبة | فريق                   | ذهبية | فضية | برونزية | المجموع |
| ------- | ---------------------- | ----- | ---- | ------- | ------- |
| 1       | كندا (CAN)             | 23    | 15   | 10      | 48      |
| 2       | إسبانيا (ESP)          | 22    | 9    | 16      | 47      |
| 3       | بريطانيا العظمى (GBR)  | 15    | 24   | 23      | 62      |
| 4       | الولايات المتحدة (USA) | 15    | 17   | 7       | 39      |
| 5       | أستراليا (AUS)         | 14    | 15   | 21      | 50      |
| 6       | الصين (CHN)            | 13    | 5    | 5       | 23      |
| 7       | فرنسا (FRA)            | 9     | 7    | 3       | 19      |
| 8       | اليابان (JPN)          | 9     | 5    | 1       | 15      |
| 9       | هولندا (NED)           | 7     | 2    | 5       | 14      |
| 10      | المكسيك (MEX)          | 6     | 2    | 4       | 12      |
| 11      | المجر (HUN)            | 4     | 4    | 8       | 16      |
| 12      | الدنمارك (DEN)         | 4     | 3    | 13      | 20      |
| 13      | جمهورية التشيك (CZE)   | 3     | 2    | 7       | 12      |
| 14      | إسرائيل (ISR)          | 3     | 0    | 0       | 3       |
| 15      | ألمانيا (GER)          | 2     | 10   | 9       | 21      |
| 16      | جنوب إفريقيا (RSA)     | 2     | 5    | 4       | 11      |
| 17      | روسيا (RUS)            | 2     | 3    | 5       | 10      |
| 18      | أوكرانيا (UKR)         | 2     | 3    | 2       | 7       |
| 19      | جزيرة أيرلندا (IRL)    | 2     | 2    | 0       | 4       |
| 20      | النرويج (NOR)          | 2     | 1    | 1       | 4       |
| 21      | آيسلندا (ISL)          | 2     | 0    | 2       | 4       |
| 22      | اليونان (GRE)          | 2     | 0    | 1       | 3       |
| 23      | بولندا (POL)           | 1     | 10   | 7       | 18      |
| 24      | البرازيل (BRA)         | 1     | 6    | 4       | 11      |
| 25      | بيلاروس (BLR)          | 1     | 2    | 1       | 4       |
| 25      | سلوفاكيا (SVK)         | 1     | 2    | 1       | 4       |
| 25      | نيوزيلندا (NZL)        | 1     | 2    | 1       | 4       |
| 28      | تايلاند (THA)          | 1     | 1    | 1       | 3       |
| 29      | بيرو (PER)             | 1     | 1    | 0       | 2       |
| 30      | جزر فارو (FRO)         | 0     | 3    | 1       | 4       |
| 31      | إيطاليا (ITA)          | 0     | 2    | 0       | 2       |
| 32      | إستونيا (EST)          | 0     | 1    | 1       | 2       |
| 32      | بلجيكا (BEL)           | 0     | 1    | 1       | 2       |
| 34      | البرتغال (POR)         | 0     | 1    | 0       | 1       |
| 34      | السويد (SWE)           | 0     | 1    | 0       | 1       |
| 34      | النمسا (AUT)           | 0     | 1    | 0       | 1       |
| 37      | فنلندا (FIN)           | 0     | 0    | 2       | 2       |
| 38      | الأرجنتين (ARG)        | 0     | 0    | 1       | 1       |
| 38      | سويسرا (SUI)           | 0     | 0    | 1       | 1       |
| المجموع | المجموع                | 170   | 168  | 169     | 507     |

### الدول المشاركة
- الأرجنتين (8)
- أستراليا (53)
- النمسا (3)
- بيلاروس (2)
- بلجيكا (4)
- البرازيل (16)
- كندا (25)
- تشيلي (1)
- الصين (27)
- تايبيه الصينية (1)
- كولومبيا (2)
- كرواتيا (2)
- كوبا (1)
- قبرص (2)
- جمهورية التشيك (13)
- الدنمارك (14)
- مصر (1)
- إستونيا (2)
- جزر فارو (2)
- فيجي (1)
- فنلندا (5)
- فرنسا (15)
- ألمانيا (26)
- بريطانيا العظمى (48)
- اليونان (10)
- هونغ كونغ (4)
- المجر (12)
- آيسلندا (4)
- جزيرة أيرلندا (3)
- إسرائيل (8)
- إيطاليا (2)
- جامايكا (1)
- اليابان (17)
- ليتوانيا (1)
- ماكاو (1)
- ماليزيا (2)
- المكسيك (12)
- المغرب (1)
- هولندا (15)
- نيوزيلندا (5)
- النرويج (7)
- بيرو (2)
- بولندا (23)
- البرتغال (5)
- روسيا (20)
- رواندا (1)
- سلوفاكيا (6)
- سلوفينيا (1)
- جنوب إفريقيا (12)
- كوريا الجنوبية (3)
- إسبانيا (55)
- سريلانكا (1)
- السويد (8)
- سويسرا (2)
- تايلاند (10)
- تركيا (1)
- أوغندا (1)
- أوكرانيا (11)
- الولايات المتحدة (29)
- الأوروغواي (1)
- فنزويلا (1)
- يوغوسلافيا (1)

## الأحداث

### أحداث الرجال
| الحدث                         | الذهبية | الفضية | البرونزية |
| ----------------------------- | --- | --- | --- |
| 50 متر ظهر S2                 | هيكتور لوبيز · إسبانيا | جيمس أندرسون · بريطانيا العظمى                                                                                         | بيكا كانتولا · فنلندا                                                                                                 |
| 50 متر ظهر S3                 | مارتن كوفار · جمهورية التشيك                                                                                                   | خايمي يوليرت · بيرو | ألبرت باكايف · روسيا                                                                                                  |
| 50 متر ظهر S4                 | خوان إغناسيو رييس · المكسيك | غايتان دوتريزير · فرنسا                                                                                                | هوا بين زينغ · الصين                                                                                                  |
| 50 متر ظهر S5                 | زولت فيرتسكي · المجر | خه جونتشان · الصين | كريستوف سليتشكا · بولندا                                                                                              |
| 50 متر صدر SB2                | خوسيه أرنولفو كاستورينا · المكسيك                                                                                              | جيمس تومسون · الولايات المتحدة                                                                                         | سيفون كاويسري · تايلاند                                                                                               |
| 50 متر صدر SB3                | ميغيل لوكيه · إسبانيا | توماس روزنبرغر · النمسا                                                                                                | خافيير توريس · إسبانيا                                                                                                |
| 50 متر فراشة S4               | سومشاي دونغكايو · تايلاند | خوان إغناسيو رييس · المكسيك                                                                                            | جون بيترسون · الدنمارك                                                                                                |
| 50 متر فراشة S5               | خه جونتشان · الصين | باسكال بينار · فرنسا                                                                                                   | إرفين كوفاكس · المجر                                                                                                  |
| 50 متر فراشة S6               | دانيال فيدال · إسبانيا | لويس سيلفا · البرازيل                                                                                                  | كاي شيا · الصين |
| 50 متر فراشة S7               | يوري أندريوشين · أوكرانيا | ريتش باربر · بريطانيا العظمى                                                                                           | مارك ألتمن · أستراليا                                                                                                 |
| 50 متر فراشة S14              | ألويـن هاوتسما · هولندا | كريستيان سانتا · المجر                                                                                                 | تيبور سيدو · المجر |
| 50 متر حرة S2                 | كورتيس لوفجوي · الولايات المتحدة                                                                                               | جيمس أندرسون · بريطانيا العظمى                                                                                         | ميروسواف بيساك · بولندا                                                                                               |
| 50 متر حرة S3                 | خايمي أوليرت · بيرو | كينيث كيرنز · بريطانيا العظمى                                                                                          | ألبرت باكايف · روسيا                                                                                                  |
| 50 متر حرة S4                 | ريتشارد أوريبي · إسبانيا | لوكا ماتسوني · إيطاليا                                                                                                 | كلودوالدو سيلفا · البرازيل                                                                                            |
| 50 متر حرة S5                 | سيباستيان رودريغيز · إسبانيا                                                                                                   | ريتشارد بيتشيك · بولندا                                                                                                | إرفين كوفاتش · المجر                                                                                                  |
| 50 متر حرة S6                 | جيانهوا يين · الصين | دانييل فيدال · إسبانيا                                                                                                 | بيتر لوند أندرسن · الدنمارك                                                                                           |
| 50 متر حرة S7                 | ديفيد روبرتس · بريطانيا العظمى                                                                                                 | مات ووكر · بريطانيا العظمى                                                                                             | أليكس هاريس · أستراليا                                                                                                |
| 50 متر حرة S8                 | كونستانتينوس فيكاس · اليونان                                                                                                   | هنغهينغ تيان · الصين                                                                                                   | إميل بروندوم · الدنمارك                                                                                               |
| 50 متر حرة S9                 | شياو مينغ شيونغ · الصين | ماورو برازيل · البرازيل                                                                                                | بافل ماتشالا · جمهورية التشيك                                                                                         |
| 50 متر حرة S10                | بونوا هو · كندا | هانس فينتر · جنوب إفريقيا                                                                                              | دانييلو غلاسر · البرازيل                                                                                              |
| 50 متر حرة S11                | جونيشي كاواي · اليابان | دانييل كيلي · الولايات المتحدة                                                                                         | روسلان بورلاكوف · أوكرانيا                                                                                            |
| 50 متر حرة S12                | إيبرت كلاينهانس · جنوب إفريقيا                                                                                                 | دارين ليتش · بريطانيا العظمى                                                                                           | إيان شارب · بريطانيا العظمى                                                                                           |
| 50 متر حرة S13                | أندريه ستروكين · روسيا | سكوت فيلد · جنوب إفريقيا                                                                                               | درفيس كونورالب · بريطانيا العظمى                                                                                      |
| 50 متر حرة S14                | ألويين هاوتسما · هولندا | كريستيان سانتا · المجر                                                                                                 | كريغ غرونوالد · جنوب إفريقيا                                                                                          |
| 100 متر ظهر S6                | آدم بوردي · كندا | سفين ميكايليس · ألمانيا                                                                                                | جيانهوا يين · الصين                                                                                                   |
| 100 متر ظهر S7                | أندرو ليندسي · بريطانيا العظمى                                                                                                 | ديفيد روبرتس · بريطانيا العظمى                                                                                         | غويليرمو مارو · الأرجنتين                                                                                             |
| 100 متر ظهر S8                | ديفيد مالون · جزيرة أيرلندا | هولغر كيميغ · ألمانيا                                                                                                  | ترافيس موهر · الولايات المتحدة                                                                                        |
| 100 متر ظهر S9                | جيمس كريسب · بريطانيا العظمى                                                                                                   | شون تريثاوي · نيوزيلندا                                                                                                | خيسوس كولادو ألأركون · إسبانيا                                                                                        |
| 100 متر ظهر S10               | ماسيج ماييك · بولندا | بونوا هو · كندا | جودي كوندي · بريطانيا العظمى                                                                                          |
| 100 متر ظهر S11               | دانييل كيلي · الولايات المتحدة                                                                                                 | جونيشي كاواي · اليابان                                                                                                 | ميغيل دينيز · إسبانيا                                                                                                 |
| 100 متر ظهر S12               | يوشيكازو ساكاي · اليابان | رامان ماكارو · بيلاروس                                                                                                 | فرانسيسكو سيغارا · إسبانيا                                                                                            |
| 100 متر ظهر S13               | والتر وو · كندا | إنريكي فلوريانو · إسبانيا                                                                                              | نويل بيديرسن · النرويج                                                                                                |
| 100 متر ظهر S14               | كريستيان سانتا · المجر | بافيل بينار · بولندا                                                                                                   | ألويين هاوتسما · هولندا                                                                                               |
| 100 متر صدر SB4               | ريكاردو تين · إسبانيا | باسكال بينار · فرنسا                                                                                                   | إرفين كوفاتش · المجر                                                                                                  |
| 100 متر صدر SB5               | كاسبر إنغل · هولندا | تادغ سلاتري · جنوب إفريقيا                                                                                             | توماس غريم · ألمانيا                                                                                                  |
| 100 متر صدر SB6               | ترافيس موهر · الولايات المتحدة                                                                                                 | إريك ليندمان · فرنسا                                                                                                   | واين رايدنغ · بريطانيا العظمى                                                                                         |
| 100 متر صدر SB7               | ساشا كيندريد · بريطانيا العظمى                                                                                                 | باورين غونغ · الصين | مات ووكر · بريطانيا العظمى                                                                                            |
| 100 متر صدر SB8               | روني أولفانغ · النرويج | وي تشاو · الصين | مارتن ياكوبسن · الدنمارك                                                                                              |
| 100 متر صدر SB9               | بول بارنيت · أستراليا | ماسيج ماييك · بولندا                                                                                                   | هانيس فينتر · جنوب إفريقيا                                                                                            |
| 100 متر صدر SB11              | أوليكساندر ماشينكو · أوكرانيا                                                                                                  | كريستيان بوندغارد · الدنمارك                                                                                           | دانييل كيلي · الولايات المتحدة                                                                                        |
| 100 متر صدر SB12              | كينغسلي بوغارين · أستراليا | روبرت موسيورسكي · بولندا                                                                                               | دارين ليتش · بريطانيا العظمى                                                                                          |
| 100 متر صدر SB13              | نويل بيديرسن · النرويج | دميتري إيفانوف · روسيا                                                                                                 | إيفان نيلسن · الدنمارك                                                                                                |
| 100 متر صدر SB14              | ألويين هاوتسما · هولندا | بيوتر بينار · بولندا                                                                                                   | يانوش راتس · المجر |
| 100 متر فراشة S8              | جايلز لونغ · بريطانيا العظمى                                                                                                   | إميل بروندوم · الدنمارك                                                                                                | بين أوستين · أستراليا                                                                                                 |
| 100 متر فراشة S9              | خيسوس كولادو ألأركون · إسبانيا                                                                                                 | جيمس كريسب · بريطانيا العظمى                                                                                           | أندرو هايلي · كندا |
| 100 متر فراشة S10             | جودي كاندي · بريطانيا العظمى                                                                                                   | فيليب غانيون · كندا | سكوت بروكنشاير · أستراليا                                                                                             |
| 100 متر فراشة S12             | رامان ماكارو · بيلاروس | إيان شارب · بريطانيا العظمى                                                                                            | يوشيكازو ساكاي · اليابان                                                                                              |
| 100 متر فراشة S13             | والتر وو · كندا | براين هيل · كندا | سكوت فيلد · جنوب إفريقيا                                                                                              |
| 100 متر حرة S2                | كيرتس لوفجوي · الولايات المتحدة                                                                                                | جيمس أندرسون · بريطانيا العظمى                                                                                         | فيليب ريفيون · فرنسا                                                                                                  |
| 100 متر حرة S3                | كينيث كيرنز · بريطانيا العظمى                                                                                                  | ألبرت باكاييف · روسيا                                                                                                  | مارتن كوفار · جمهورية التشيك                                                                                          |
| 100 متر حرة S4                | ريتشارد أوريبي · إسبانيا | كلودوالدو سيلفا · البرازيل                                                                                             | يان بوفيزيل · جمهورية التشيك                                                                                          |
| 100 متر حرة S5                | سيباستيان رودريغيز · إسبانيا                                                                                                   | ريتشارد بيتشيك · بولندا                                                                                                | لارس لوريغ · ألمانيا                                                                                                  |
| 100 متر حرة S6                | جيانهوا ين · الصين | أدريانو غوميس دي ليما · البرازيل                                                                                       | بيتر لوند أندرسن · الدنمارك                                                                                           |
| 100 متر حرة S7                | ديفيد روبرتس · بريطانيا العظمى                                                                                                 | أليكس هاريس · أستراليا                                                                                                 | دين بوث · نيوزيلندا                                                                                                   |
| 100 متر حرة S8                | كونستانتينوس فيكاس · اليونان                                                                                                   | هولغر كيميغ · ألمانيا                                                                                                  | خوان فرانسيسكو خيمينيز رومانو · إسبانيا                                                                               |
| 100 متر حرة S9                | شياو مينغ شيونغ · الصين | كاميرون دي بيرغ · أستراليا                                                                                             | جيمس كريسب · بريطانيا العظمى                                                                                          |
| 100 متر حرة S10               | فيليب غانيون · كندا | بونوا هوو · كندا | سكوت بروكنشاير · أستراليا                                                                                             |
| 100 متر حرة S11               | دانيال كيلي · الولايات المتحدة                                                                                                 | جونيتشي كاواي · اليابان                                                                                                | روسلان بورلاكوف · أوكرانيا                                                                                            |
| 100 متر حرة S12               | إيبيرت كلاينهانس · جنوب إفريقيا                                                                                                | يوشيكازو ساكاي · اليابان                                                                                               | دارين ليتش · بريطانيا العظمى                                                                                          |
| 100 متر حرة S13               | أندريه ستروكين · روسيا | سكوت فيلد · جنوب إفريقيا                                                                                               | والتر وو · كندا |
| 100 متر حرة S14               | ألواين هاوتسما · هولندا | كريستيان سانتا · المجر                                                                                                 | بافول كولاتشكوفسكي · سلوفاكيا                                                                                         |
| 150 متر فردي متنوع SM3        | حزقيال إغناثيو رييس · المكسيك                                                                                                  | سومتشاي دوونغاكيو · تايلاند                                                                                            | جينزي أندريد · البرازيل                                                                                               |
| 150 متر فردي متنوع SM4        | خافيير توريس · إسبانيا | كشيشتوف شليتشكا · بولندا                                                                                               | جون بيترسون · الدنمارك                                                                                                |
| 200 متر حرة S3                | غايتان دوتريزير · فرنسا | كينيث كيرنز · بريطانيا العظمى                                                                                          | صموئيل سولير مارتين · إسبانيا                                                                                         |
| 200 متر حرة S4                | ريتشارد أوريبي · إسبانيا | لوكا ماتسوني · إيطاليا                                                                                                 | جون بيترسون · الدنمارك                                                                                                |
| 200 متر حرة S5                | سيباستيان رودريغيز · إسبانيا                                                                                                   | ريتشارد بيتشيك · بولندا                                                                                                | لارس لوريغ · ألمانيا                                                                                                  |
| 200 متر حرة S14               | بافول كولاتشكوفسكي · سلوفاكيا                                                                                                  | ألواين هاوتسما · هولندا                                                                                                | كريغ غرونوالد · جنوب إفريقيا                                                                                          |
| 200 متر فردي متنوع SM5        | بابلو سيماديفيلا · إسبانيا | باسكال بينار · فرنسا                                                                                                   | أركاديوسز بافلوفسكي · بولندا                                                                                          |
| 200 متر فردي متنوع SM6        | ساشا كيندريد · بريطانيا العظمى                                                                                                 | تادغ سلاتري · جنوب إفريقيا                                                                                             | توماس غريم · ألمانيا                                                                                                  |
| 200 متر فردي متنوع SM7        | إيريك ليندمان · فرنسا | يانوش بيتشي · المجر | دانيال كونزي · سويسرا                                                                                                 |
| 200 متر فردي متنوع SM8        | تيانهينغ تيان · الصين | بين أوستن · أستراليا                                                                                                   | هولغر كيميغ · ألمانيا                                                                                                 |
| 200 متر فردي متنوع SM9        | جيمس كريسب · بريطانيا العظمى                                                                                                   | خايمي سيرانو ألونسو · إسبانيا                                                                                          | خيسوس كويادو ألركون · إسبانيا                                                                                         |
| 200 متر فردي متنوع SM10       | بونوا هوو · كندا | ماشيه ماييك · بولندا                                                                                                   | يورين إنغيلسمان · هولندا                                                                                              |
| 200 متر فردي متنوع SM11       | دانيال كيلي · الولايات المتحدة                                                                                                 | جونيتشي كاواي · اليابان                                                                                                | دونوفان تيلدسلي · كندا                                                                                                |
| 200 متر فردي متنوع SM12       | كينغسلي بوغارين · أستراليا | رامان ماكارو · بيلاروس                                                                                                 | يوري رودزينوك · بيلاروس                                                                                               |
| 200 متر فردي متنوع SM13       | إنريكي فلوريانو · إسبانيا | والتر وو · كندا | تايلر إيميت · كندا |
| 200 متر فردي متنوع SM14       | ألواين هاوتسما · هولندا | ستيوارت بايك · أستراليا                                                                                                | كريستيان سانتا · المجر                                                                                                |
| 400 متر حرة S6                | بيتر لوند أندرسن · الدنمارك | تشيجيانغ زانغ · الصين                                                                                                  | جيانهوا ين · الصين |
| 400 متر حرة S7                | دين بوث · نيوزيلندا | ديفيد روبرتس · بريطانيا العظمى                                                                                         | إيريك ليندمان · فرنسا                                                                                                 |
| 400 متر حرة S8                | جيسون وينينغ · الولايات المتحدة                                                                                                | خوان فرانسيسكو خيمينيز رومانو · إسبانيا                                                                                | إميل بروندوم · الدنمارك                                                                                               |
| 400 متر حرة S9                | خايمي سيرانو ألونسو · إسبانيا                                                                                                  | إنريكي تورنيرو · إسبانيا                                                                                               | جيمس كريسب · بريطانيا العظمى                                                                                          |
| 400 متر حرة S10               | فيليب غانيون · كندا | بونوا هوو · كندا | يوست دي هووخ · هولندا                                                                                                 |
| 400 متر حرة S12               | جيف هاردي · أستراليا | كينغسلي بوغارين · أستراليا                                                                                             | روبرت موسيورسكي · بولندا                                                                                              |
| 400 متر حرة S13               | إنريكي فلوريانو · إسبانيا | والتر وو · كندا | كريستوفر فوكس · بريطانيا العظمى                                                                                       |
| 4×50 متر حرة تتابع 20 نقطة    | إسبانيا (ESP) · ريتشارد أوريبي · دانيال فيدال · خافيير توريس · سيباستيان رودريغيز                                              | البرازيل (BRA) · أدريانو جوميز دي ليما · لويس سيلفا · كلودوالدو سيلفا · جون سوك سو                                     | بريطانيا العظمى (GBR) · ساسشا كاينريد · ديفيد روبرتس · كينيث كيرنز · بول جونستون                                      |
| 4×50 متر تتابع متنوع 20 نقطة  | إسبانيا (ESP) · سيباستيان رودريغيز · ريكاردو تين · خافيير توريس · جوردي جورديلو · دانيال فيدال · فيشنتي جيل · بابلو سيماديفيلا | البرازيل (BRA) · فرانسيسكو أفيلينو · أدريانو جوميز دي ليما · لويس سيلفا · كلودوالدو سيلفا                              | الصين (CHN) · كاي شيا · تشيوان ماو · بنغ لي · هوا بين زينغ · جون تشوان هي                                             |
| 4×50 متر تتابع متنوع S14      | المجر (HUN) · غابور ماير · يانوش راكز · تيبور سيدوي · كريستيان سانتا                                                           | هولندا (NED) · مارسل كامست · جيروين جوتماكر · ألوين هاوتسما · جيروين فان أوني                                          | بولندا (POL) · باول بينار · بيوتر بينار · باول ليبكو · أندريه غيمير                                                   |
| 4×100 متر حرة تتابع 34 نقطة   | بريطانيا العظمى (GBR) · جودي كاندي · جايلز لونج · ديفيد روبرتس · جيمس كريسب · مات ووكر · مارك وودز                             | أستراليا (AUS) · سكوت بروكنشاير · بين أوستين · كاميرون دي بورغ · برندان بيركت · شاين والش · أليكس هاريس · جاستن إيفسون | البرازيل (BRA) · أدريانو جوميز دي ليما · فابيانيو ماتشادو · دانيلو غلاسر · ماورو برازيل · لويس سيلفا · غليدسون سواريز |
| 4×100 متر حرة تتابع S14       | أستراليا (AUS) · بريت ريد · بول كروس · باتريك دوناشي · ستيوارت بايك                                                            | بريطانيا العظمى (GBR) · فرانسيس دارت · بيتر سناشال · كريس هندي · كريس بوف                                              | روسيا (RUS) · رومان كيسليف · أليكسي غريتشاييف · فاديم غرانكين · ماكسيم إيجوروف                                        |
| 4×100 متر تتابع متنوع 34 نقطة | كندا (CAN) · براد سايلز · فيليب غانيون · أندرو هالي · روبرت بنر · بونوا هوو · آدم بيردي                                        | بريطانيا العظمى (GBR) · ساسشا كاينريد · جيمس كريسب · ديفيد روبرتس · جايلز لونج · بول نوبل · مارك وودز                  | أستراليا (AUS) · كاميرون دي بورغ · بول بارنيت · ديفيد رولف · أليكس هاريس · بين أوستين · دانيال بيل · جاستن إيفسون     |
| 4×100 متر تتابع متنوع S11-13  | اليابان (JPN) · يوشيكازو ساكاي · ياسو هارو تشوجو · جونيتشي كاواي · كوشيرو سوجيتا                                               | بريطانيا العظمى (GBR) · تيم ريديش · إيان شارپ · دارين ليش · كريستوفر هولمز                                             | إسبانيا (ESP) · فرانسيسكو سيغارا · لويس أريفالو · إنريكي فلوريانو · ميغيل دينيز                                       |

### أحداث السيدات
| الحدث                         | الذهبية | الفضية | البرونزية |
| ----------------------------- | --- | --- | --- |
| 50 متر ظهر S2                 | سارة كاراسيلس · إسبانيا | مايريد بيري · جزيرة أيرلندا | ماريا كالباكيدو · اليونان |
| 50 متر ظهر S3                 | آنكي كونرادي · ألمانيا | سوزانا باروشو · البرتغال | جانا هوفمانوفا [[ملف:خطأ لوا في وحدة:Country_alias على السطر 165: Invalid country alias: تشيك.\|23x15px\|حدود\|alt=\|link=]] [[خطأ لوا في وحدة:Country_alias على السطر 165: Invalid country alias: تشيك. في الألعاب البارالمبية الألعاب الصيفية 2000\|خطأ لوا في وحدة:Country_alias على السطر 165: Invalid country alias: تشيك.]]             |
| 50 متر ظهر S4                 | مايومي ناريتا · اليابان | آن سيسيل ليكيان · فرنسا | ناتاليا بوبوفا · روسيا |
| 50 متر ظهر S5                 | بياتريس هيس · فرنسا | كاترينا ليشكوفا [[ملف:خطأ لوا في وحدة:Country_alias على السطر 165: Invalid country alias: تشيك.\|23x15px\|حدود\|alt=\|link=]] [[خطأ لوا في وحدة:Country_alias على السطر 165: Invalid country alias: تشيك. في الألعاب البارالمبية الألعاب الصيفية 2000\|خطأ لوا في وحدة:Country_alias على السطر 165: Invalid country alias: تشيك.]]            | تريزا بيراليس · إسبانيا |
| 50 متر ظهر S14                | شيفون باتون · أستراليا | إفانا كومبوشتوفا [[ملف:خطأ لوا في وحدة:Country_alias على السطر 165: Invalid country alias: تشيك.\|23x15px\|حدود\|alt=\|link=]] [[خطأ لوا في وحدة:Country_alias على السطر 165: Invalid country alias: تشيك. في الألعاب البارالمبية الألعاب الصيفية 2000\|خطأ لوا في وحدة:Country_alias على السطر 165: Invalid country alias: تشيك.]]           | يان موجامي · إستونيا |
| 50 متر صدر SB3                | مارغريت ماكليني · بريطانيا العظمى | مايومي ناريتا · اليابان | باتريشيا فالي · المكسيك |
| 50 متر صدر SB14               | إفانا كومبوشتوفا [[ملف:خطأ لوا في وحدة:Country_alias على السطر 165: Invalid country alias: تشيك.\|23x15px\|حدود\|alt=\|link=]] [[خطأ لوا في وحدة:Country_alias على السطر 165: Invalid country alias: تشيك. في الألعاب البارالمبية الألعاب الصيفية 2000\|خطأ لوا في وحدة:Country_alias على السطر 165: Invalid country alias: تشيك.]] | يولاندا خورادو · إسبانيا | أليسيا أبرلي · أستراليا |
| 50 متر فراشة S5               | بياتريس هيس · فرنسا | تريزا بيراليس · إسبانيا | كاتالين إنجلهاردت · المجر |
| 50 متر فراشة S6               | إيرين بوبوفيتش · الولايات المتحدة | لوديفين لويسو · فرنسا | دوراميتسي غونزاليس · المكسيك |
| 50 متر فراشة S7               | إليزابيث والكر · كندا | مارغيتا بروكينوفا · سلوفاكيا | شانن بوتيليو · الولايات المتحدة |
| 50 متر فراشة S14              | شيفون باتون · أستراليا | إيما مونكلي · بريطانيا العظمى | فيرا ستيلنروفا [[ملف:خطأ لوا في وحدة:Country_alias على السطر 165: Invalid country alias: تشيك.\|23x15px\|حدود\|alt=\|link=]] [[خطأ لوا في وحدة:Country_alias على السطر 165: Invalid country alias: تشيك. في الألعاب البارالمبية الألعاب الصيفية 2000\|خطأ لوا في وحدة:Country_alias على السطر 165: Invalid country alias: تشيك.]]             |
| 50 متر حرة S2                 | فيكتوريا برودريب · بريطانيا العظمى | مايريد بيري · جزيرة أيرلندا | سارة كاراسيلس · إسبانيا |
| 50 متر حرة S3                 | جانا هوفمانوفا [[ملف:خطأ لوا في وحدة:Country_alias على السطر 165: Invalid country alias: تشيك.\|23x15px\|حدود\|alt=\|link=]] [[خطأ لوا في وحدة:Country_alias على السطر 165: Invalid country alias: تشيك. في الألعاب البارالمبية الألعاب الصيفية 2000\|خطأ لوا في وحدة:Country_alias على السطر 165: Invalid country alias: تشيك.]]   | آنكي كونرادي · ألمانيا | باتريشيا فالي · المكسيك |
| 50 متر حرة S4                 | مايومي ناريتا · اليابان | كاي إسبينهاين · ألمانيا | كارين بروومسوي · الدنمارك |
| 50 متر حرة S5                 | بياتريس هيس · فرنسا | أولينا أكوبيان · أوكرانيا | تريزا بيراليس · إسبانيا |
| 50 متر حرة S6                 | دوراميتزي غونزاليس · المكسيك | إيرين بوبوفيتش · الولايات المتحدة | جانيت تشيبينغتون · بريطانيا العظمى |
| 50 متر حرة S7                 | دانييل كامبو · كندا | شانن بوتيليو · الولايات المتحدة | أماندا فرايزر · أستراليا |
| 50 متر حرة S8                 | كيرين أور ليبوفيتش · إسرائيل | هايدي أندرياسن [[ملف:خطأ لوا في وحدة:Country_alias على السطر 165: Invalid country alias: جزر فارو.\|23x15px\|حدود\|alt=\|link=]] [[خطأ لوا في وحدة:Country_alias على السطر 165: Invalid country alias: جزر فارو. في الألعاب البارالمبية الألعاب الصيفية 2000\|خطأ لوا في وحدة:Country_alias على السطر 165: Invalid country alias: جزر فارو.]] | بيرنيل تومسن · الدنمارك |
| 50 متر حرة S9                 | ريكا ستينجر · الدنمارك | ستيفاني ديكسون · كندا | سابرينا بيلافيا · بلجيكا |
| 50 متر حرة S10                | جيسيكا سلون · كندا | كيندرا برنر · الولايات المتحدة | آن بوليناريو · كندا |
| 50 متر حرة S11                | فابيانا سوجيموري · البرازيل | جيسيكا تووميلا · كندا | ترايسي كروس · أستراليا |
| 50 متر حرة S12                | هونغ يان تشو · الصين | مارج كوركجاس · إستونيا | تريشا زورن · الولايات المتحدة |
| 50 متر حرة S13                | إليزابيث سكوت · الولايات المتحدة | كيربي كوت · كندا | تشيلسي جوتيل · كندا |
| 50 متر حرة S14                | شيفون باتون · أستراليا | إيما مونكلي · بريطانيا العظمى | ترايسي ويسكومب · بريطانيا العظمى |
| 100 متر ظهر S6                | دوراميتزي غونزاليس · المكسيك | نيري لويس · بريطانيا العظمى | لوديفين لويسو · فرنسا |
| 100 متر ظهر S7                | كريستين هاكوناردوتير · آيسلندا | إيفا رينات نيشيم · النرويج | شانن بوتيليو · الولايات المتحدة |
| 100 متر ظهر S8                | كيرين أور ليبوفيتش · إسرائيل | فيونا نيل · بريطانيا العظمى | هايدي أندرياسن [[ملف:خطأ لوا في وحدة:Country_alias على السطر 165: Invalid country alias: جزر فارو.\|23x15px\|حدود\|alt=\|link=]] [[خطأ لوا في وحدة:Country_alias على السطر 165: Invalid country alias: جزر فارو. في الألعاب البارالمبية الألعاب الصيفية 2000\|خطأ لوا في وحدة:Country_alias على السطر 165: Invalid country alias: جزر فارو.]] |
| 100 متر ظهر S9                | ستيفاني ديكسون · كندا | بياتا دروزدوسكا · بولندا | كيسي ريدفورد · أستراليا |
| 100 متر ظهر S10               | كارين نوريس · الولايات المتحدة | سارة ستوري · بريطانيا العظمى | آن بوليناريو · كندا |
| 100 متر ظهر S11               | تشيمينغ دونغ · الصين | دانييلا روهل · ألمانيا | راكل سافيدرا · إسبانيا |
| 100 متر ظهر S12               | هونغ يان تشو · الصين | تريشا زورن · الولايات المتحدة | باتريتشيا هاريدا · بولندا |
| 100 متر صدر SB5               | إيرين بوبوفيتش · الولايات المتحدة | نورا بروتشازكا · السويد | نيري لويس · بريطانيا العظمى |
| 100 متر صدر SB6               | جوديث جرين · أستراليا | سارة كاسل · الولايات المتحدة | لوسي ويليامز · أستراليا |
| 100 متر صدر SB7               | كريستين هاكوناردوتير · آيسلندا | تمارا نويتزكي · أستراليا | ستيسي ويليامز · أستراليا |
| 100 متر صدر SB8               | سيس جراينيت إيجبورغ · الدنمارك | سابرينا بيلافيا · بلجيكا | بروك ستوكهام · أستراليا |
| 100 متر صدر SB9               | جيسيكا سلون · كندا | يوليا نيكيتينا · روسيا | لارا فيرغسون · بريطانيا العظمى |
| 100 متر صدر SB12              | ديبورا فونت · إسبانيا | تريشا زورن · الولايات المتحدة | إلين باريت · بريطانيا العظمى |
| 100 متر صدر SB13              | كيربي كوت · كندا | تشيلسي جوتيل · كندا | إليزابيث سكوت · الولايات المتحدة |
| 100 متر فراشة S8              | سيريتا فان آملسفورت · هولندا | أندريا كول · كندا | دورا باشطوري · المجر |
| 100 متر فراشة S9              | إميلي ستو · بريطانيا العظمى | ريكا ستينجر · الدنمارك | كاترينا بيلي · أستراليا |
| 100 متر فراشة S12             | هونغ يان تشو · الصين | تريشا زورن · الولايات المتحدة | آنا غارسيا-أرسيكولار فاليجو · إسبانيا |
| 100 متر حرة S2                | مريد بيري · جزيرة أيرلندا | سارة كاراسيلس غارسيا · إسبانيا | فيرجينيا هيرنانديز · المكسيك |
| 100 متر حرة S3                | باتريشيا فالي · المكسيك | أنكه كونرادي · ألمانيا | يانا هوفمانوفا · جمهورية التشيك |
| 100 متر حرة S4                | مايومي ناريتا · اليابان | كاي إسبنهاين · ألمانيا | كارين بريومسوي · الدنمارك |
| 100 متر حرة S5                | بياتريس هيس · فرنسا | أولينا أكوبيان · أوكرانيا | تريزا بيراليس · إسبانيا |
| 100 متر حرة S6                | إيرين بوبوفيتش · الولايات المتحدة | دوراميتزي غونزاليس · المكسيك | جانيت شيبينغتون · بريطانيا العظمى |
| 100 متر حرة S7                | دانييل كامبو · كندا | لورين رينولز · الولايات المتحدة | كريستين هاكوناردوتير · آيسلندا |
| 100 متر حرة S8                | كيرين أور ليبوفيتش · إسرائيل | هايدي أندراسن [[ملف:خطأ لوا في وحدة:Country_alias على السطر 165: Invalid country alias: جزر فارو.\|23x15px\|حدود\|alt=\|link=]] [[خطأ لوا في وحدة:Country_alias على السطر 165: Invalid country alias: جزر فارو. في الألعاب البارالمبية الألعاب الصيفية 2000\|خطأ لوا في وحدة:Country_alias على السطر 165: Invalid country alias: جزر فارو.]]  | بريا كوبر · أستراليا |
| 100 متر حرة S9                | ستيفاني ديكسون · كندا | ميليسا كارلتون · أستراليا | ميندي مينديرينك · هولندا |
| 100 متر حرة S10               | جيسيكا سلون · كندا | كندرا بيرنر · الولايات المتحدة | آن بوليناريو · كندا |
| 100 متر حرة S11               | أنايس غارسيا بالمانا · إسبانيا | تريسي كروس · أستراليا | إيفا ريتا فينغيروس · فنلندا |
| 100 متر حرة S12               | هونغ يان تشو · الصين | ميلاني إيستر · بريطانيا العظمى | كيرستي ستونام · بريطانيا العظمى |
| 100 متر حرة S13               | إليزابيث سكوت · الولايات المتحدة | كيربي كوت · كندا | جنيفر بوتشر · الولايات المتحدة |
| 100 متر حرة S14               | سيوبهان باتون · أستراليا | أليسيا أبيرلي · أستراليا | تريسي ويسكومب · بريطانيا العظمى |
| 150 متر ميدلي فردي SM4        | مايومي ناريتا · اليابان | كاي إسبنهاين · ألمانيا | مارغريت ماكليني · بريطانيا العظمى |
| 200 متر حرة S4                | مايومي ناريتا · اليابان | كاي إسبنهاين · ألمانيا | كارين بريومسوي · الدنمارك |
| 200 متر حرة S5                | بياتريس هيس · فرنسا | أولينا أكوبيان · أوكرانيا | تريزا بيراليس · إسبانيا |
| 200 متر حرة S14               | سيوبهان باتون · أستراليا | تريسي ويسكومب · بريطانيا العظمى | أليسيا أبيرلي · أستراليا |
| 200 متر ميدلي فردي SM6        | بياتريس هيس · فرنسا | إيرين بوبوفيتش · الولايات المتحدة | ماريا جوتزه · ألمانيا |
| 200 متر ميدلي فردي SM7        | إليزابيث ووكر · كندا | مارجيتا بروكينوفا · سلوفاكيا | كريستين هاكوناردوتير · آيسلندا |
| 200 متر ميدلي فردي SM8        | دورا باسztوري · المجر | جيلان بوللوك · نيوزيلندا | بروك ستوكهام · أستراليا |
| 200 متر ميدلي فردي SM9        | ريكا ستينغر · الدنمارك | ستيفاني ديكسون · كندا | كاترينا كوفالوفا · جمهورية التشيك |
| 200 متر ميدلي فردي SM10       | جيسيكا سلون · كندا | جيما داشوود · أستراليا | كلوديا هينغست · ألمانيا |
| 200 متر ميدلي فردي SM11       | تشيمينغ دونغ · الصين | إلين باريت · بريطانيا العظمى | أولغا سوكولوفا · روسيا |
| 200 متر ميدلي فردي SM12       | هونغ يان تشو · الصين | تريشا زورن · الولايات المتحدة | ميلاني إيستر · بريطانيا العظمى |
| 200 متر ميدلي فردي SM13       | كيربي كوت · كندا | إليزابيث سكوت · الولايات المتحدة | تشيلسي جوتيل · كندا |
| 200 متر ميدلي فردي SM14       | سيوبهان باتون · أستراليا | أليسيا أبيرلي · أستراليا | إيما مونكلي · بريطانيا العظمى |
| 400 متر حرة S6                | ستيفاني بروكس · الولايات المتحدة | إليزابيث رايت · أستراليا | ماريا جوتزه · ألمانيا |
| 400 متر حرة S7                | لورين رينولز · الولايات المتحدة | دانييل كامبو · كندا | موريا لونغستاف · كندا |
| 400 متر حرة S8                | بريا كوبر · أستراليا | هايدي أندراسن [[ملف:خطأ لوا في وحدة:Country_alias على السطر 165: Invalid country alias: جزر فارو.\|23x15px\|حدود\|alt=\|link=]] [[خطأ لوا في وحدة:Country_alias على السطر 165: Invalid country alias: جزر فارو. في الألعاب البارالمبية الألعاب الصيفية 2000\|خطأ لوا في وحدة:Country_alias على السطر 165: Invalid country alias: جزر فارو.]]  | أنيتا ميخالسكا · بولندا |
| 400 متر حرة S9                | ستيفاني ديكسون · كندا | ميليسا كارلتون · أستراليا | ديانا لي · أستراليا |
| 400 متر حرة S10               | جيما داشوود · أستراليا | كندرا بيرنر · الولايات المتحدة | كلوديا هينغست · ألمانيا |
| 400 متر حرة S11               | أنايس غارسيا بالمانا · إسبانيا | تريسي كروس · أستراليا | ماريون نيجوف · هولندا |
| 400 متر حرة S12               | ميلاني إيستر · بريطانيا العظمى | آنا غارسيا-أرسيكولار فاليو · إسبانيا | ديبورا فونت · إسبانيا |
| 4×50 متر حرة تتابع 20 نقطة    | اليابان (JPN) · إريكا نارا · ساكو كاتو · تاكاكو فوجيتا · مايومي ناريتا | الولايات المتحدة (USA) · إيرين بوبوفيتش · إيمي برودر · ميلاني بين · ستيفاني بروكس | أستراليا (AUS) · دنيز بيكويذ · إليزابيث رايت · ميليسا ويلسون · كارني ليدل |
| 4×50 متر تتابع متنوع 20 نقطة  | فرنسا (FRA) · آن سيسيل ليكيان · فيرجيني تريبييه-مارتو · بياتريس هيس · لوديفين لويسو | ألمانيا (GER) · دانييلا بول · ماريا جوتسه · كاي إسبينهاين · آنكي كونرادي | بريطانيا العظمى (GBR) · جين ستيديفر · مارغريت ماكليني · نايري لويس · جينيت تشيبينغتون |
| 4×100 متر حرة تتابع 34 نقطة   | كندا (CAN) · جيسيكا سلون · دانييل كامبو · أندريا كول · ستيفاني ديكسون | الولايات المتحدة (USA) · كيندرا برنر · لورين رينولدز · كارين نوريس · شانن بوتيليو | أستراليا (AUS) · ميليسا كارلتون · بريا كوبر · أماندا فريزر · جيما داشوود |
| 4×100 متر تتابع متنوع 34 نقطة | كندا (CAN) · ستيفاني ديكسون · جيسيكا سلون · إليزابيث والكر-يونغ · داردا جيغر | بريطانيا العظمى (GBR) · جينيت تشيبينغتون · إميلي ستو · لارا فيرغسون · سارة ستوري | أستراليا (AUS) · بريا كوبر · بروك ستوخام · كاترينا بيلي · ميليسا كارلتون |

## وصلات خارجية
- Swimming at the 2000 Summer Paralympics (Sydney) من موقع اللجنة البارالمبية الدولية (مؤرشف)